# Flaga Mordowii
Flaga Mordowii (ros. Флаг Мордовии) – jeden z symboli Mordowii, republiki w Rosji. Składa się z trzech poziomych pasów, czerwonego, białego i niebieskiego, oraz gwiazdy w polu centralnym.
Flaga zaprojektowana przez Andreja Stepanowicza Aleszkina w ramach konkursu ogłoszonego przez parlament Mordowii została uchwalona 30 marca 1995 roku. 20 maja 2008 parlament dostosował flagę do zaleceń Rady Heraldycznej Federacji Rosyjskiej, zmieniając proporcje z 1:2 na przyjęte w Rosji 2:3 i ustalając rozmiar gwiazdy na 3:8.
Zasady używania flagi opisuje i reguluje konstytucja Mordowii.

## Symbolika
Barwy pochodzą z flagi państwowej Rosji, co oznacza jedność republiki i państwa rosyjskiego, jednak są nieco ciemniejsze niż na oryginalnej fladze. Kolor czerwony symbolizuje odwagę i siłę, biały pokój i miłość, a niebieski wielkość i piękno republiki. Znak solarny jest powszechnym w Azji i wśród ludów słowiańskich symbolem wiązanym z pozytywnymi konotacjami. Jego przedstawienie na fladze, podobne do gwiazdy Auseklisa, symbolizuje słońce, ciepło, otwartość, a także stabilność. Cztery ramiona gwiazdy symbolizują także cztery plemiona Mordwinów: Erzjan, Moksza, Trejukanów i Szoksza.

## Flaga Mordwińskiej ASRR
Flaga Mordwińskiej ASRR, podobnie jak flagi pozostałych Autonomicznych Socjalistycznych Republik Radzieckich, była oparta na aktualnej fladze Rosyjskiej Federacyjnej Socjalistycznej Republiki Radzieckiej. W latach 1934–1937 obowiązywała flaga zawierająca złoty sierp i młot, skrót МАССР oraz napis Proletariusze wszystkich krajów, łączcie się! w trzech językach: rosyjskim, erzja i moksza (dwa ostatnie zapisywane alfabetem łacińskim). W latach 1937–1954 obowiązywała flaga ze skrótem РСФСР (Rosyjska Federacyjna Socjalistyczna Republika Radziecka) oraz napisem Mordwińska ASRR, również w trzech językach (zapisanych cyrylicą). W 1954 dodano niebieski pas od strony masztu, a napis РСФСР zamieniono na sierp i młot.

Flaga Mordwińskiej ASRR (1934–1937)
Flaga Mordwińskiej ASRR (1937–1954)
Flaga Mordwińskiej ASRR (1954–1993)